# Хризеида (Македония)
Вижте пояснителната страница за други личности с името Хризеида.
Хризеида (на старогръцки: Χρυσηΐς) е царица на Древна Македония, съпруга на двама царе – първо на Деметрий II, а след това и на Антигон Досон, и майка на трети – Филип V.
В историографията има нерешено разногласие относно самоличността ѝ. Според авторитетни историци Хризеида е идентична с епирската принцеса Фтия. Според други няма достатъчни доказателства за това предположение.

## Сведения
Сведенията на античните извори за Хризеида са оскъдни. Според съхранилите се известия името ѝ е дадено от Деметрий II след като царят я пленява, неизвестно къде и при какви обстоятелства. Около 238 г.пр.Хр. тя ражда неговия син и наследник Филип. При смъртта на Деметрий през 229 г.пр.Хр. заради малолетието на Филип властта е поета от братовчеда на починалия цар – Антигон. За да узакони новото си положение, той се жени за Хризеида.
Още едно известие за Хризеида има във „Всеобща история“ на Полибий. Според него, след опустошително земетресение на Родос през 227 г.пр.Хр. македонската царица дарява на жителите на острова значително количество жито и олово.

## Хризеида или Фтия
Тезата, че Хризеида и Фтия са една и съща личност с две имена e изказана от британските историци Уилям Тарн и Франк Уолбанк в междувоенния период. Тя почива на съждението, че по времето, когато Филип е роден, баща му Деметрий е бил женен за Фтия.
Това обяснение не се приема от всички историци, тъй като никой от древните автори не нарича майката на Филип „Фтия“. Част от изследователите правят разграничение между Хризеида и епирската принцеса, допускайки че Деметрий, подобно на предишни македонски царе, е практикувал полигамия.